# José Pantaleón Domínguez
José Pantaleón Domínguez (1821-8 de febrero de 1894). Fue un militar y político mexicano nacido en Comitán, Chiapas. Ocupó la comandancia del sureste de su país. Participó en la Batalla de Puebla durante la Segunda Intervención Francesa al mando de al menos 600 efectivos comitecos, tuxtlecos y sancristobalenses que conformaron el Batallón Chiapas. Ocupó el cargo de gobernador del Estado de 1865 a 1875.  El Presidente de México, general Porfirio Díaz, con el argumento de la inestabilidad política en Chiapas durante el gobierno de Ángel Albino Corzo, impuso al entonces coronel como gobernador y comandante militar. Fue el propio Díaz, aprovechando la inconformidad de varios caudillos militares, debida a la tendencia caciquil de Domínguez, quien lo destituyó de ese cargo en 1875.
Cambió la sede de los poderes estatales de Tuxtla Gutiérrez a Chiapa de Corzo y a San Cristóbal de las Casas. Hizo frente en varias ocasiones a invasores guatemaltecos y fue quien tuvo, siendo gobernador del Estado, que enfrentar la rebelión tsotsil de 1869-1870, conocida como la Guerra de Castas, novelada en el siglo XX por la escritora mexicana Rosario Castellanos en su libro "Oficio de tinieblas”.